# The Hoyden's Awakening
Pour plus de détails, voir Fiche technique et Distribution.
The Hoyden's Awakening est un film muet américain réalisé par Lem B. Parker et sorti en 1913.

## Fiche technique
- Titre : The Hoyden's Awakening
- Réalisation : Lem B. Parker
- Scénario : C.A. Frambers
- Producteur :  William Selig
- Société de production : Selig Polyscope Company
- Société de distribution : General Film Company
- Pays d'origine :  États-Unis
- Langue : Anglais
- Format : Noir et blanc — 35 mm — 1,33:1 — Muet
- Genre : Film dramatique
- Durée : 10 minutes
- Dates de sortie : 
  -  États-Unis : 4 avril 1913

## Distribution
- Harold Lockwood : Bob
- Amy Trask : Cicely Moore
- Henry Otto : Mr. Moore, le père de Cicely
- Lillian Hayward : la veuve intrigante
- Goldie Colwell : la fille de la veuve intrigante
- William Hutchinson : l'avocat sans scrupules
- Robert Greene :
- Wallace Brownlow :
- Daisy Prideaux :
- Sidney Franklin :
- Anna Townsend :